# Autoretrat (El Greco)
Autoretrat o Retrat d'un home és una obra d'El Greco, realitzada entre 1595 i 1600 durant el seu últim període toledà. Es conserva al Museu Metropolità d'Art de Nova York.

## Polèmica sobre la seva identificació
Va ser identificada com a Autoretrat del pintor durant molt de temps, des de quan pertanyia a la col·lecció d'Aureliano de Beruete, a Madrid. Tanmateix, com va escriure Lafond el 1906, la identificació només és una hipòtesi per la seva semblança amb altres figures de les seves pintures, que també s'han cregut que poguessin ser retrats de l'artista com les que apareixen a L'espoli, El martiri de Sant Maurici i la legió tebana, o L'enterrament del comte d'Orgaz. Josep Gudiol Ricart l'anomena com Cap d'un home ancià, i Manuel Bartolomé Cossío com Retrat d'un home ancià.

## Anàlisi
Aquesta pintura va ser realitzada al voltant de 1595 -quan El Greco tenia prop de 55 anys-, un dels moments de màxima creativitat en la seva carrera, després d'haver pintat L'enterrament del comte d'Orgaz. Aquí segueix l'empremta de Tizià i Tintoretto, dels qui va aprendre a Venècia, a efectes de destacar els seus grans ulls i la seva mirada directa.
El pintor empra una pinzellada molt ràpida, com en quasi tota la seva dilatada producció artística, que no es deté en detalls, sinó que contribueix a crear un poderós ambient d'intimitat, característica de tota la seva trajectòria.